# 99 a.C.
Il 99 a.C. (XCIX a.C. in numeri romani) è un anno  del I secolo a.C.

## Eventi
- A Roma sono consoli Marco Antonio Oratore e Aulo Postumio Albino.
- Un terremoto colpisce Nursia (Norcia).